# Station Audrieu
Station Audrieu is een spoorweghalte in de Franse gemeente Audrieu. Zij ligt op de spoorlijn Mantes-la-Jolie - Cherbourg en wordt bediend door treinen van het netwerk Nomad Train op de trajecten van Caen naar Cherbourg en Coutances.